# Держава Гаїті
Держава Гаїті (фр. État d'Haïti, гаїт. креол. Leta an Ayiti) — держава, яка існувала на території півночі Гаїті з 1806 до 1811 року.

## Історія
Держава Гаїті виникла на півночі Гаїті (разом з Республікою Гаїті) 17 жовтня 1806 року після вбивства імператора Гаїті Жака I та розпаду заснованої ним імперії. У 1807 році була прийнята конституція країни.
Незважаючи на те, що Держава Гаїті формально була республікою, її президент Анрі Крістоф тяжів до монархічної форми правління. Зокрема він закріпив за собою право самостійно призначати спадкоємця, а також оголосив себе довічним президентом.
28 березня 1811 року Анрі Крістоф оголосив про зміну державного ладу в країні, прийняв титул короля Анрі I та заснував Королівство Гаїті на його території. 